# INS Arighat
El INS Arighat es una variante mejorada del submarino de clase Arihant. Es el segundo submarino de misiles balísticos de propulsión nuclear construido por India bajo el proyecto Advanced Technology Vessel (ATV) para construir submarinos nucleares en el Ship Building Center en Visakhapatnam. Tiene el nombre en clave S3.
El submarino se lanzó silenciosamente en 2017 y poco se ha anunciado públicamente sobre sus capacidades y estado actual. El submarino se iba a denominar originalmente como INS Aridhaman, pero pasó a llamarse INS Arighat tras su lanzamiento. Según los informes publicados a principios de 2021, iba a ser comisionado a fines de 2021 junto con el INS Vikrant. Fue puesto en servicio el 29 de agosto de 2024.

## Diseño
El barco tendrá una hélice de siete palas impulsada por un reactor de agua a presión. Puede alcanzar una velocidad máxima de 12 a 15 nudos (22 a 28 km/h) cuando está en la superficie y de 24 nudos (44 km/h) cuando está sumergido.
El submarino tiene cuatro tubos de lanzamiento en su joroba, al igual que su predecesor. Puede transportar hasta 12 misiles K-15 Sagarika (cada uno con un alcance de 750 km o 470 mi), o cuatro de los misiles K-4 en desarrollo (con un alcance de 3500 km o 2200 mi).

## Construcción
Fue equipada en diciembre de 2010, los oficiales de la marina anunciaron que sería lanzada a mediados o finales de 2011. En el caso, se produjeron años de retraso y, en octubre de 2017, se informó que sería lanzada en noviembre o diciembre y se sometería a equipamiento. El lanzamiento tuvo lugar el 18 de octubre de 2017. Se esperaba que Arighat se pusiera en servicio en 2021. A partir de octubre de 2022, el INS Arighat se encontraba en pruebas en puerto y estaba programado para ser puesto en servicio en 2022.